# Пикон, Феликс
Филипп Феликс Эмиль Пикон (фр. Philippe Félix Émile Picon; 4 октября 1874, Константина — 4 декабря 1922, Бордо) — французский яхтсмен. Серебряный призёр летних Олимпийских игр 1920 года.

## Биография
Феликс Пикон родился 4 октября 1874 года в городе Константина во Французском Алжире.
В конце XIX века вместе с отцом, который занимался торговлей вином, перебрался в регион Бордо.
В 1908 году вступил во Французский яхтенный клуб. Выступал в соревнованиях по парусному спорту за «Серкль-де-ла-Вуаль» из Аркашона.
В 1920 году вошёл в состав сборной Франции на летних Олимпийских играх в Антверпене. В классе 6,5 метра, выступая вместе с Альбером Вейлем и Робером Монье на яхте «Розовый Помпон», завоевал серебряную медаль, проиграв экипажу из Нидерландов две из трёх гонок и опоздав на первую. Других участников не было.
Умер 4 декабря 1922 года в Бордо.

## Семья
Племянник — Оноре Луи (1900—1981), французский яхтсмен. Участник летних Олимпийских игр 1924 года.